# Bedřich Moldan
Bedřich Moldan (* 15. srpna 1935 Praha) je český geochemik, ekolog, publicista a politik, sehrál významnou roli při tvorbě české ekologické legislativy po listopadu roku 1989, je označován jako jeden z nejvýznamnějších představitelů československé a české environmentální školy. Je světově uznávaným odborníkem v oblasti analytické chemie, biochemie a životního prostředí. Svou rozsáhlou pedagogickou, publicistickou, organizační, politickou a diplomatickou činností zásadně ovlivnil hned několik generací environmentalistů a významně se podílel na nastavení právního systému ochrany životního prostředí v České republice. Byl vůbec prvním československým (a českým) ministrem životního prostředí.

## Rodinný život
Narodil se v Praze v rodině policejního rady. Dětství prožil v Košířích. Po válce se s rodinou odstěhoval do Děčína, kde vystudoval gymnázium, maturoval v roce 1954. V sextě na gymnáziu vstoupil do kmenu Vycházejícího slunce hnutí Woodcraft, které na gymnáziu založil Zdeněk Klen Fišera. V oddílu naplno prožíval výpravy do přírody Českého Švýcarska a letní tábory v Tatrách. Jak sám hodnotí, právě knihy E. T. Setona a jeho přístup k přírodě a k životu ho ovlivnily na celý život. Vystudoval Matematicko-fyzikální fakultu Univerzity Karlovy, obor analytická chemie. Po studiu nastoupil na Matematicko-fyzikální fakultu UK, do oboru analytická chemie. Poté krátce pracoval jako učitel na základních školách v Praze 6.
Jeho manželkou je bohemistka Dobrava Moldanová, mají dva syny a dceru a dohromady šest vnuků.

## Vzdělání a odborná kariéra
V letech 1959–1989 pracoval jako výzkumný pracovník v Ústředním ústavu geologickém. Zabýval se analytickou chemií, zkoumal geochemii životního prostředí a vedl oddělení biogeochemie. V této době působil také jako tajemník Československé spektroskopické společnosti. V roce 1964 se stal kandidátem chemických věd.
V roce 1992 se stal docentem Univerzity Karlovy v oboru geochemie. V roce 1997 byl jmenován profesorem v oboru ochrana životního prostředí. V roce 2010 získal čestný doktorát od Univerzity Jana Evangelisty Purkyně v Ústí nad Labem.
Byl zakládajícím členem a tajemníkem Ekologické sekce Biologické společnosti při ČSAV. Byl hlavním překladatelem knihy Meze růstu – první zprávy Římského klubu.
Stal se zakladatelem a do roku 2014 ředitelem Centra pro otázky životního prostředí Univerzity Karlovy, od roku 2014 zde působí jako zástupce ředitele.
V letech 1991–1997 zastával funkci předsedy Českého svazu ochránců přírody. V letech 1991–1998 byl předsedou Národního klimatického programu České republiky, v letech 1993–2000 byl předsedou vědecké rady Programu Teplice.

## Působení v politice
Od 5. prosince 1989 do června 1990 byl ministrem bez portfeje v české vládě a po červnových volbách, pak od 29. června 1990 do 24. ledna 1991 byl prvním českým ministrem životního prostředí ve vládě Petra Pitharta za Občanské fórum. V lednu 1991 byl nucen pozici ministra opustit poté, co ho Petr Pithart obvinil ze spolupráce s StB. Toto obvinění se později ukázalo jako neoprávněné a podle některých zdrojů souviselo spíše s odlišnou politickou orientací některých členů vlády – i na základě zjištění parlamentní komise, na místo ministra se již ale nevrátil.
V letech 1990–1992 byl poslancem České národní rady.
Je zakládajícím členem ODS, za kterou byl ve volbách v roce 2004 zvolen v obvodu č. 40 – Kutná Hora na volební období 2004–2010 členem Senátu Parlamentu České republiky, kde působil do roku 2010; byl členem výboru pro životní prostředí. V lednu 2010 opustil ODS a začal spolupracovat s TOP 09, do strany vstoupil v roce 2011.
V červnu 2010 byl v jednáních o složení středopravicové vlády pověřen vyjednáváním za TOP 09 pro oblast životního prostředí, venkova a zemědělství, kde hájil na rozdíl od zástupců Občanské demokratické strany a Věcí veřejných zachování samostatného ministerstva životního prostředí.
V říjnu 2010 neúspěšně kandidoval ve volbách do Senátu PČR jako nestraník za koalici TOP 09 a hnutí STAN ve volebním obvodě č. 25 – Praha 6. Z druhého místa postoupil do druhého kola, kde ho porazil Petr Bratský z ODS o pouhých 70 hlasů. Po soudním přepočítání hlasů se Moldanova ztráta snížila na pouhých 59 hlasů.
Na konci roku 2010 ho Hnutí DUHA navrhlo na post ministra životního prostředí po Pavlu Drobilovi.
Na podzim 2012 kandidoval v senátních volbách za koalici TOP 09 a hnutí STAN ve volebním obvodě č. 47 – Náchod. Se ziskem 6,03 % hlasů skončil na 9. místě, a nepostoupil tak do druhého kola.

## Ocenění
- V roce 2003 získal Cenu ministra životního prostředí.[22]
- V roce 2005 mu byla udělena Zlatá medaile Masarykovy univerzity.[23]
- V roce 2007 byl jmenován čestným občanem městyse Kácov.[24]
- 31. října 2014 obdržel z rukou rektora Univerzity Karlovy zlatou medaili Karlovy univerzity za celoživotní zásluhy.[25]
- V červnu 2016 získal Cenu Josefa Vavrouška za dlouhodobý přínos.[26]
- V červnu 2020 vyznamenala Učená společnost České republiky prof. Moldana medailí Numisma Honoris Societitas Scientiarium Bohemicae.[27]
- V roce 2020 mu vědecká rada Univerzity Karlovy udělila Historická medaile Univerzity Karlovy.[28]
- 28. října 2023 dostal z rukou prezidenta Petra Pavla Medaili Za zásluhy o stát 1. stupně v oblasti výchovy a školství.[29]

## Dílo
Je autorem více než stovky knih a článků, mezi nimi:
- 1967 RUBEŠKA, Ivan; MOLDAN, Bedřich. Atomová absorpční spektrofotometrie. 1.. vyd. Praha: SNTL, 1967. 153 s.
- 1974 MOLDAN, Bedřich; a kol. Geologie a životní prostředí. 1.. vyd. Praha: Academia, 1974. 141 s.
- 1977 MOLDAN, Bedřich; JENÍK, Josef; ZÝK, Jaroslav. Životní prostředí očima přírodovědce. 1.. vyd. Praha: Pedagogický ústav hl. m. Prahy, 1977. 193 s.
- 1983 MOLDAN, Bedřich. Koloběh hmoty v přírodě. 1.. vyd. Praha: Academia, 1983. 171 s.
- 1984 MOLDAN, Bedřich. Rok 2000 - konec věku plýtvání : přírodní zdroje - nevratná půjčka. 1.. vyd. Praha: Mladá fronta, 1984. 252 s.
- 1985 MOLDAN, Bedřich. Přežije technika rok 2000? : hledání ekotechniky. 1.. vyd. Praha: SNTL, 1985. 159 s.
- 1990 MOLDAN, Bedřich. Životní prostředí České republiky : vývoj a stav do konce roku 1989. Vyd. 1. vyd. Praha: Academia 281 s. ISBN 80-200-0292-8, ISBN 978-80-200-0292-1. OCLC 23146388
- 1991  Duhový program : program ozdravení životního prostředí České republiky. Vyd. 1. vyd. Praha: Academia, 1991. 83 s. ISBN 80-85368-05-6, ISBN 978-80-85368-05-5. OCLC 26445397
- 1992 MOLDAN, Bedřich. Ekologie, demokracie, trh. Praha: Informatorium, 1992. 119 s. ISBN 80-85368-19-6, ISBN 978-80-85368-19-2. OCLC 27744097
- 1994 MOLDAN, Bedřich. Životní prostředí : globální perspektiva. 1. vyd.. vyd. Praha: Karolinum, 1994. 111 s. ISBN 80-7066-938-1, ISBN 978-80-7066-938-9. OCLC 36611602
- 1997 MOLDAN, Bedřich. Příroda a civilizace : životní prostředí a rozvoj lidské civilizace. 1. vyd. vyd. Praha: SPN, 1997. 147 s. ISBN 80-04-26434-4, ISBN 978-80-04-26434-5. OCLC 84944038
- 2001 MOLDAN, Bedřich. (Ne)udržitelný rozvoj : ekologie - hrozba i naděje. 2. vyd. vyd. Praha: Karolinum, 2001. 141 s. ISBN 80-246-0769-7, ISBN 978-80-246-0769-6. OCLC 56862535
- 2003 MOLDAN, Bedřich. (Ne)udržitelný rozvoj : ekologie - hrozba i naděje. 2. vyd. vyd. Praha: Karolinum, 2003. 141 s. ISBN 80-246-0769-7, ISBN 978-80-246-0769-6. OCLC 56862535
- 2009 MOLDAN, Bedřich. Podmaněná planeta. 1. vyd. Praha: Karolinum, 2009. 419 s. ISBN 978-80-246-1580-6, ISBN 80-246-1580-0. OCLC 428072385
- 2015 MOLDAN, Bedřich. Podmaněná planeta. Druhé, rozšířené a upravené vydání. vyd. Praha: Karolinum, 2015. ISBN 978-80-246-3012-0, ISBN 80-246-3012-5. OCLC 937392448
- 2018 MOLDAN,, Bedřich. Civilizace na planetě Zemi. Praha: Karolinum, 2018. ISBN 978-80-246-4601-5, ISBN 80-246-4601-3. OCLC 1154071174
- 2020 MOLDAN, Bedřich. Životní prostředí v globální perspektivě. Praha: Karolinum, 2020. ISBN 978-80-246-4678-7, ISBN 80-246-4678-1. OCLC 1199365804

Kromě jiného se podílel na Millennium Ecosystem Assessment (Hodnocení ekosystémů k miléniu), které probíhalo pod záštitou generálního tajemníka OSN Kofiho Annana v letech 2001 až 2005 s cílem zhodnotit důsledky změn ekosystémů pro lidský blahobyt na základě vědecky podložených informací.